# 謝爾蓋·德沃爾采沃伊
謝爾蓋·德沃爾采沃伊（俄语：Серге́й Дворцево́й；1962年8月18日—）是哈薩克斯坦電影導演。

## 生平
德沃爾采沃伊在前往莫斯科學習電影之前，是擔任飛機工程師；他早前以紀錄片作品聞名，1998年他完成《麵包來的日子》，記錄聖彼得堡附近小村莊居民等待火車載運麵包前來的日常生活，在國際上獲得超過五十個獎項，包括阿姆斯特丹國際紀錄片影展最佳影片、萊比錫紀錄片影展金鴿獎與台灣國際紀錄片雙年展評審團特別獎。
2008年，他完成首部劇情長片《圖班嫁給我》，在第61屆坎城影展一種注目單元獲得最佳影片，並代表國家角逐第82屆奧斯卡金像獎最佳外語片，但並未獲得提名。2018年，他相隔十年的第二部劇情長片《小傢伙》進入第71屆坎城影展正式競賽單元。

## 電影作品

### 劇情長片
- 2008年：《圖班嫁給我（英语：Tulpan）》(Тюльпан)
- 2018年：《小傢伙》(Мой маленький)

### 紀錄片
- 1998年：《麵包來的日子》(Хлебный день)
- 1999年：《雜耍家族》(Трасса)

## 外部連結
- 謝爾蓋·德沃爾采沃伊在互联网电影资料库（IMDb）上的資料（英文）